# Leonid Alexejewitsch Uchtomski

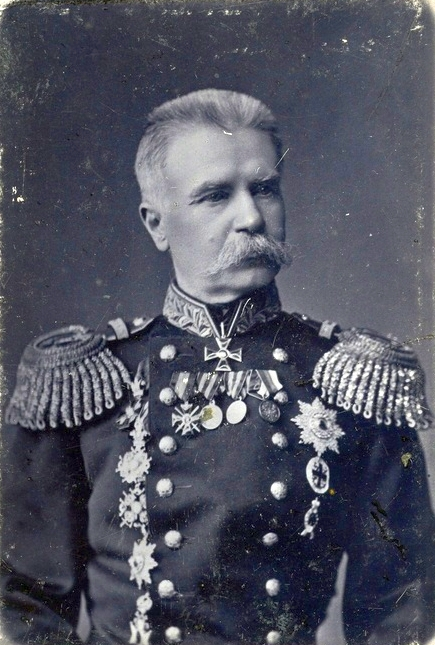
Fürst Leonid Alexejewitsch Uchtomski

Fürst Leonid Alexejewitsch Uchtomski (russisch Леонид Алексеевич Ухтомский, wiss. Transliteration Leonid Alekseevič Uhtomskij; * 20. Septemberjul. / 2. Oktober 1829greg. oder 18. Oktoberjul. / 30. Oktober 1829greg. in der Nähe von Juchnow; † 16. Novemberjul. / 29. November 1909greg. in Smolensk) war ein Vizeadmiral der Kaiserlich Russischen Marine.

## Leben
Uchtomski stammt aus einem Zweig des Rurikiden-Geschlechts und gehörte damit zum russischen Hochadel. Er wurde in der Provinz Smolensk als Sohn von Alexei Michailowitsch Uchtomski und dessen Ehefrau geboren. Sein Großvater war Michail Dmitrijewitsch Uchtomski (1756–1812). Im Alter von 13 Jahren trat er am 9. Oktober 1842 ins berühmte Marinekadettenkorps in Sankt Petersburg ein und wurde am 5. August 1845 zum Seekadett und am 18. August 1847 zum Mitschman befördert. Er wurde dann der Schwarzmeerflotte zugeteilt und diente auf verschiedenen Segelschiffen und Dampfschiffen. 1853 wurde er zum Leutnant zur See befördert.
Zu Beginn des Krimkriegs (1853–1856) diente Uchtomski auf der Fregatte Kowarna (russisch Коварна; 1845 erbaut; 52 Kanonen an Bord, durch küstenseitiges Artilleriefeuer während der Belagerung von Sewastopol 1855 versenkt). Vom 13. September 1854 bis zum 27. August 1855 tat er Dienst in der Garnison von Sewastopol als Teil der 44. Marinebesatzung im berühmten Fort Malakow. Im Februar 1855 wurde er Oberster Adjutant im Stab von Admiral Pawel Stepanowitsch Nachimow. Während der Belagerung von Sewastopol wurde er am Kopf schwer verwundet. Für seine Tapferkeit im Kampf wurde er hochdekoriert. Er hinterließ detaillierte Beschreibungen bekannter Persönlichkeiten des Krimkriegs, wie beispielsweise über Vizeadmiral Wladimir Alexejewitsch Kornilow, Konteradmiral Wladimir Iwanowitsch Istomin und Admiral Michail Petrowitsch Lasarew.
1856 wurde er zur 36. Marinebesatzung kommandiert und diente als Oberster Adjutant des Hauptquartiers der Streitkräfte in Nikolajew. Ab 1857 war er auf Schiffen der Schwarzmeerflotte eingesetzt. Er befehligte in der 1. Marinebesatzung die Jacht Ljudach (russisch Людах), den Dampfer Ordinarez (russisch Ординарец) und in der 14. Marinebesatzung die Kanonenboote Luk (russisch Лук) und Sekira (russisch Секира). Von 1857 bis 1859 war er ebenfalls Mitglied der Prüfungskommission der Sewastopoler Marinebibliothek.
1860 wurde Uchtomski zur Baltischen Flotte nach St. Petersburg abgeordnet. Dort befehligte er verschiedene Schiffe. 1862 wurde er zum Kapitänleutnant befördert. Während seiner St. Petersburger Zeit wurde er vom stellvertretenden Direktor der Marinekanzlei Konstantin Alexandrowitsch Mann (1830–1882) zusammen mit Fregattenkapitän Sergei Iwanowitsch Jelagin (1824–1868) mit der Ausarbeitung eines Konzepts für das Zentrale Marinemuseum beauftragt. 1863 wurde er zur 8. Marinebesatzung versetzt und kommandierte die Dampfschiffe Lozman (russisch Лоцман) und Fontanka (russisch Фонтанка) sowie das Panzerboot Strelez (Schütze; russisch Стрелец).
1866 wurde er an das Kaspische Meer zur Kaspischen Flottille versetzt und wurde Kommandeur von Astrachan. Er befehligte bis 1868 mehrere Schiffe der Flottille. 1869 wurde er zum Fregattenkapitän befördert und nach St. Petersburg zur Baltischen Flotte versetzt.
1871 diente er als Kommandeur des Hafens von Archangelsk und wurde Mitglied des Statistischen Ausschusses von Archangelsk. 1872 wurde er zum Kapitän zur See befördert. 1872 erkundete er mit dem Schoner Poljarnaja swesda (Polarstern; russisch Полярная звезда) die Küste vor Murmansk, um einen geeigneten Standort für den Bau eines neuen Hafens zu finden. 1875 wurde er Direktor der Leuchttürme am Weißen Meer. Im Sommer 1879 unternahm er eine Expedition zur Nowaja-Semlja-Doppelinsel. 1883 erfolgte die Beförderung zum Konteradmiral. Er veranlasste den Bau der Borisoglebskaja-Kapelle in der Nähe von Kap Orlow in Erinnerung an die 21 Seeleute des Militärschoners Samojed, die dort am 21. Juli 1872 ertranken.
Am 20. Mai 1885 wurde er in den Süden des Russischen Kaiserreichs kommandiert und diente als Direktor für Leuchttürme des Kaspischen Meeres und Kommandeur des Hafens von Baku bis 1889. Im Oktober 1889 wurde Uchtomski zum Vizeadmiral befördert und aus der Marine in den Ruhestand verabschiedet. Er zog in seine alte Heimat und lebte in einem kleinen Holzhaus in der Nähe der Festungsmauer von Smolensk. Er besaß auch ein Anwesen in Waskowo in der Nähe von Archangelsk. Er starb 1909 an Angina Pectoris und wurde auf dem Tichwin-Friedhof begraben. Sein Grab ist nicht erhalten.

## Privates

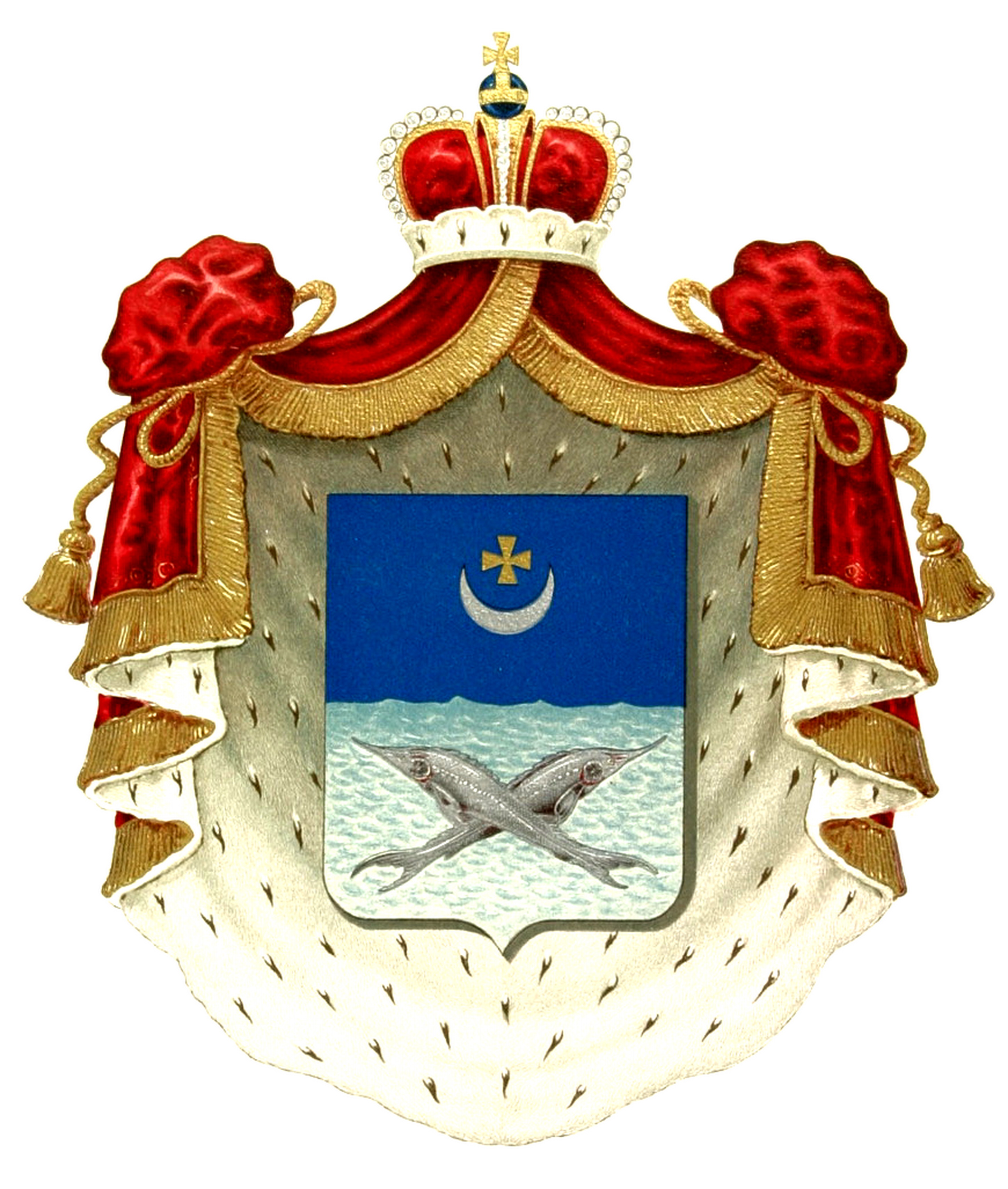
Familienwappen Uchtomski

Uchtomski war dreimal verheiratet. Seine erste Frau Jekaterina Pawlowna Solomirskaja (1839–1858) starb bei der Geburt ihres gemeinsamen Sohns Paul. Aus der zweiten Ehe stammt eine Tochter und aus der dritten Ehe ein Sohn und zwei Töchter.
Von seinen Geschwistern sind vier Brüder bekannt: Alexander, Peter, Erast (1835–nach 1863) und Esper (1832–1885) Alexejewitsch Uchtomski. Esper war der Vater von Esper Esperowitsch Uchtomski (1861–1921), einem bekannten Verleger, Schriftsteller und Journalisten, der den letzten russischen Kaiser Nikolaus II. auf seiner Reise in den Osten des Russischen Kaiserreichs begleitete.

## Auszeichnungen
Uchtomski erhielt folgende Auszeichnungen:
- 21. Mai 1855: Russischer Orden der Heiligen Anna, III. Klasse
- 17. August 1855: Orden des Heiligen Wladimir mit Schwertern, VI. Klasse (mit einer Silbermedaille am St. George-Band und Goldenes Schwert für Tapferkeit)
- 1856: Medaille „Für die Verteidigung Sewastopols“ (1856) am Sankt-Georgs-Band
- 1856: Bronzemedaille Zur Erinnerung an den Krimkrieg am Sankt-Georgs-Band
- 1863: Sankt-Stanislaus-Orden mit Schwertern, II. Klasse
- 1866: Medaille „Zur Unterdrückung der polnischen Rebellion 1863–1864“
- 1873: Russischer Orden der Heiligen Anna, II. Klasse
- 1877: Orden des Heiligen Wladimir mit Schwertern, III. Klasse
- 1886: Sankt-Stanislaus-Orden mit Schwertern, I. Klasse
- Persischer Sonnen- und Löwenorden, I. Klasse
- Schwedisch-Norwegischer Sankt-Olav-Orden, Kommandeur (III. Klasse)

## Veröffentlichungen
Uchtomski veröffentlichte regelmäßig Artikel in der Marinesammlung (russisch Морской сборник), dem ältesten Marinemagazin der Welt, das seit März 1848 ohne Unterbrechung oder Namensänderung veröffentlicht wird. Aktueller Herausgeber des Monatsmagazins der Russischen Marine ist das Verteidigungsministerium der Russischen Föderation.
- 1857: Mehrere Tage in Malzows Fabriken
- 1863: Von Petersburg nach Astrachan: Ein Tagebuch aus dem Jahre 1862
- 1864: In Bezug auf die Beschreibung der Verteidigung von Sewastopol
- 1865: Eine Flussreise von St. Petersburg nach Archangelsk im Jahre 1863
- 1870: Mündungen der Wolga und des Kaspischen Meeres: Reisehinweise
- 1874: Reiseberichte in der Überprüfung des Zustands der Murmansker Fischerei
- Historische und ethnographische Aufsätze über Pomorie

Außerdem veröffentlichte er Beiträge in mehreren Büchern:
- 1870: Ein allgemeiner Überblick über das Mariinski-System, St. Petersburg
- 1876: Sjusma: Eine ethnographische Studie (Sjusma ist ein Dorf im Verwaltungsbezirk Njonokski der Stadtformation Sewerodwinsk in der russischen Region Archangelsk)
- 1876: Altes und neues Russland
- 1883: Nowaja Semlja: Eine ethnographische Studie